# Сенатська площа (Гельсінкі)
Сенатська площа або Сенатський майдан (фін. Senaatintori, швед. Senatstorget) — центральна площа столиці Фінляндії міста Гельсінкі; її адміністративне, культурне і туристичне осереддя, гельсінська візитівка. Один з найдовершеніших міських ансамблів у Європі в стилі неокласицизму.

## Історія та опис
На Сенатській площі Гельсінкі поєдналися релігія, наука і політика. Архітектурний ансамбль площі був розбитий у стилі пізнього класицизму після входження Фінляндії до складу Російської імперії. Всі площеві будівлі були зведені в період між 1818 і 1852 роками. Головна заслуга будівничих у тому, що вони зуміли на перемежованій пагорбами та скелями місцевості створити такий самий гармонійний і цілісний ансамбль, які зводили на невських рівнинах у Петербурзі. Відтак, Сенатська площа Гельсінкі є одним з найбільш чітко витриманих у рамках неокласицизму архітектурних ансамблів Європи.

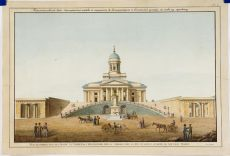
Кафедральний собор у перші роки після зведення

Окрасою площі є розташований у його північній частині лютеранський Кафедральний собор (спершу Миколаївська церква і Нікольський собор, далі Велика церква) — його зведення було розпочато за проектом Карла Людвіга Енгеля в 1830 році, а закінчено вже у 1852 році під керівництвом Ернста Лорманна, наступника Енгеля, після смерті останнього в 1840 році. У теперішній час склепінчастий нижній поверх собору, крипта, надається для проведення виставок і концертів. Перед церквою влаштовуються різноманітні святкування, зокрема Нового року.
Ліворуч на майдані розташована одна з центральних споруд Енгеля — будівля Державної ради. Частково, з боку Сенатської площі, була виконана в 1822 році як будівля для верховного органу місцевого управління — Імператорського Сенату Фінляндії. У цій будівлі працює і нинішній уряд Фінляндії. На другому поверсі — міститься службовий кабінет прем'єр-міністра. Над центральним входом, у затінку колон розташоване одне з найкрасивіших у Фінляндії приміщень в стилі ампір — Тронна зала, у теперішній час — Президентська зала, в якій Президент затверджує на засіданні уряду закони країни. У будівлю Державної ради публічного доступу немає. На фронтоні будівлі розміщені найстаріший у Фінляндії громадський годинник — робота відомого майстра Яакко Юхонпойка Кенні.
Праворуч на майдані розташований центральний будинок Університету, виконаний за проектом Енгеля в 1832 році. Академія була заснована в 1640 році в Турку і переведена 1828 року до Гельсінок. Академія після включення Фінляндії до Росії була перейменована в Імператорський Олександрійський Університет, а в 1919 році навчальний заклад дістав свою сучасну назву — Гельсінський Університет. Фасад будівлі Університету являє собою повторення пропорцій і композицій Державної ради. Разом з єдиною лінією будівель південної частини площі і церквою будівлі утворюють одну з найчистіших за стилем неокласичних площ Європи. У 1937 році університетську будівлю було розширено до розмірів цілого кварталу (архітектор І. С. Сірен).

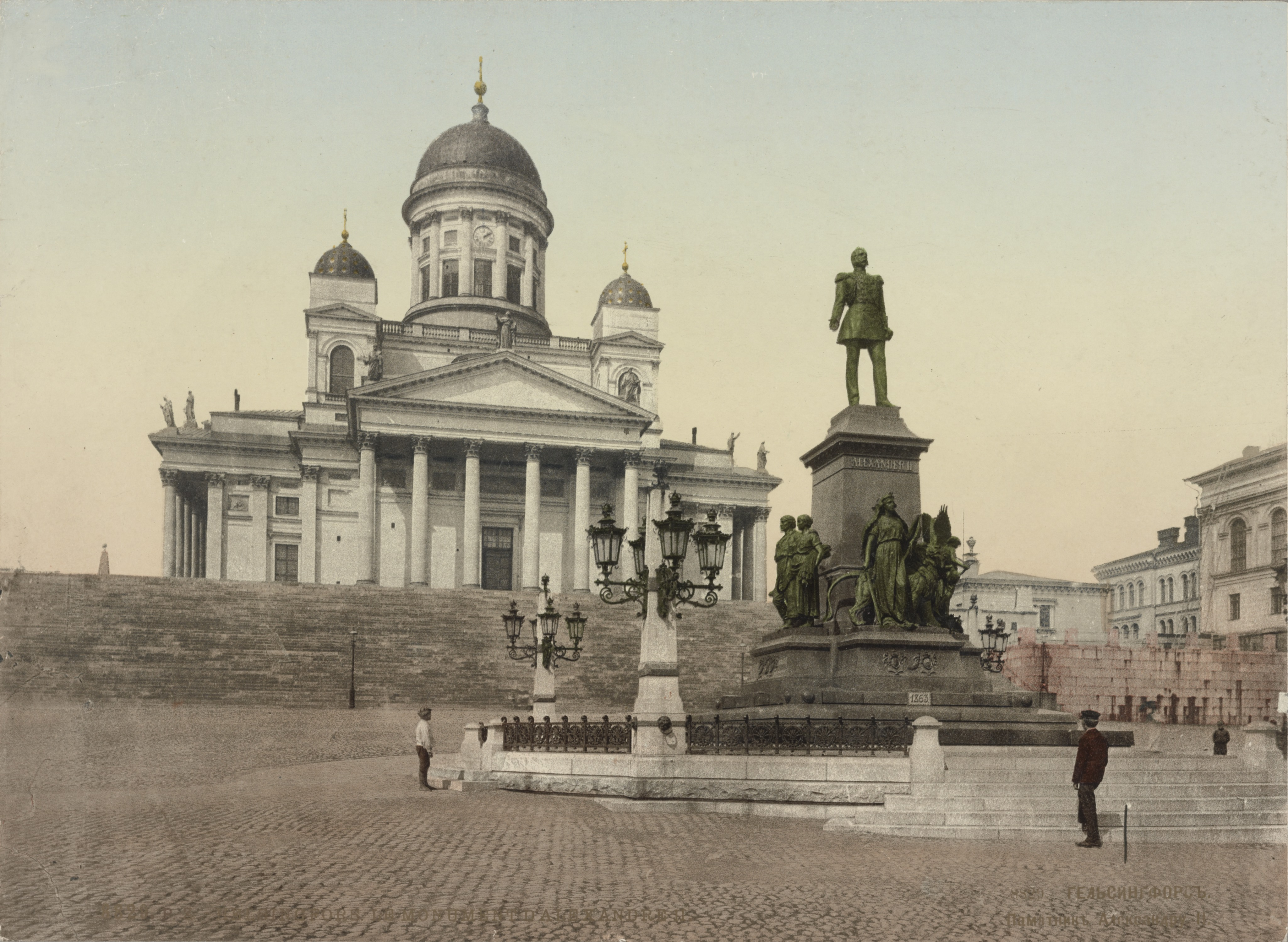
Фото площі, собору і пам'ятника Олександру ІІ (до 1905 року)

Велика частина старого Університету була зруйнована в результаті повітряних бомбардувань під час Другої світової війни у 1944 році, і в тому числі Актовий зал Університету разом з розміщеними там художніми цінностями. Відновлена зала була відкрита в 1948 році. Реконструкція старої частини будівлі Університету була виконана в 1990 році до 350-річного ювілею. Будівля університетського інституту «Портанія» була виконана за проектом Аарне Ервіна (1910—1977). З фасадної сторони розташований монумент «Гельсінкі» роботи Едуарде Чілліди — цю скульптуру подарував Культурний фонд Фінляндії до 350-річного ювілею університету (1990).
На площі розташований пам'ятник російському царю Олександру II роботи Вальтера Рунеберга, встановлений у 1894 році у пам'ять про відновлення фінського парламентаризму. Навколо імператорської фігури розташована скульптурна група: «Закон» (Lex), «Мир» (Рах), і «Світло» (Lux), «Праця» (Labor).
У нижній частині площі розташовані побудовані на початку XVIII століття будинки торговців-бюргерів. Після реставрації в них розташувалися різні міські установи. У цокольних поверхах будівель, за старим звичаєм, містяться крамнички, кав'ярні і ресторани, а також кінотеатр. Серед цих будинків особливо відомим є будинок на розі майдану та вулиці Уніонінкату — так званий будинок Кисельова, приміщення якого було центральним залом універмагу «Стокманн», нині (2000-ні) тут ціла галерея магазинів. Окрім того, на площі є зведений у 1757 році Будинок Йохана Седергольма (Johan Sederholm). Прикрашений колонами будинок купця Бокка був відреставрований за проектом Енгеля в 1816—18 роках, після чого в ньому деякий час розташовувалася ратуша.

## Галерея
|  |  |  |  |